# Komise vs. Itálie (24/68)
Komise vs. Itálie (24/68) byl judikát Evropského soudního dvora z roku 1969, který vymezil rozsah pojmu „poplatek s rovnocenným účinkem clu“ jako jakýkoli poplatek, bez ohledu na jeho velikosti, účel a způsob vymáhání, který je jednostranně uvalen na domácí nebo cizí zboží při překročení hranice, i když není vybírán ve prospěch státu, nemá diskriminační nebo ochranářskou povahu a výrobek, na který byl uvalen, nekonkuruje domácímu výrobku.

## Skutková podstata
Itálie vybírala statistický poplatek na vyvážené i dovážené zemědělské zboží za účelem financování správy statistiky obchodu. Argumentovala, že statistický poplatek není poplatkem s rovnocenným účinkem clu, neboť netvoří příjem státního rozpočtu a zároveň výsledná data vytvořená tímto způsobem přináší užitek jednotlivým účastníkům trhu stejně tak jako orgánům státu.
Komise předložila věc Soudnímu dvoru, neboť se domnívala, že se o takový poplatek jedná.

## Rozhodnutí soudu
Soudní dvůr rozhodl, že eventuální užitek statistických dat je neměřitelný a i kdyby byl skutečný, nepředstavoval by dostatečnou náhradu, aby statistický poplatek při přechodu hranic mohl být považován za platbu za službu.
Dále soud vymezil rozsah samotného pojmu poplatek s rovnocenným účinkem clu:
| „ | Jakýkoli poplatek, bez ohledu na jeho velikosti, účel a způob vymáhání, který je jednostranně uvalen na domácí nebo cizí zboží při překročení hranice a který není clem v užším slova smyslu, představuje poplatek s rovnocenným účinkem clu ve smyslu článků 9, 12, 13 a 16 Smlouvy [o založení EHS], i když není vybírán ve prospěch státu, nemá diskriminační nebo ochranářskou povahu a výrobek, na který byl uvalen, nekonkuruje domácímu výrobku. | “ |